# Metriochroa psychotriella
Metriochroa psychotriella är en fjärilsart som beskrevs av August Busck 1900. Metriochroa psychotriella ingår i släktet Metriochroa och familjen styltmalar. Inga underarter finns listade i Catalogue of Life.